# Ringkøbing Fjord

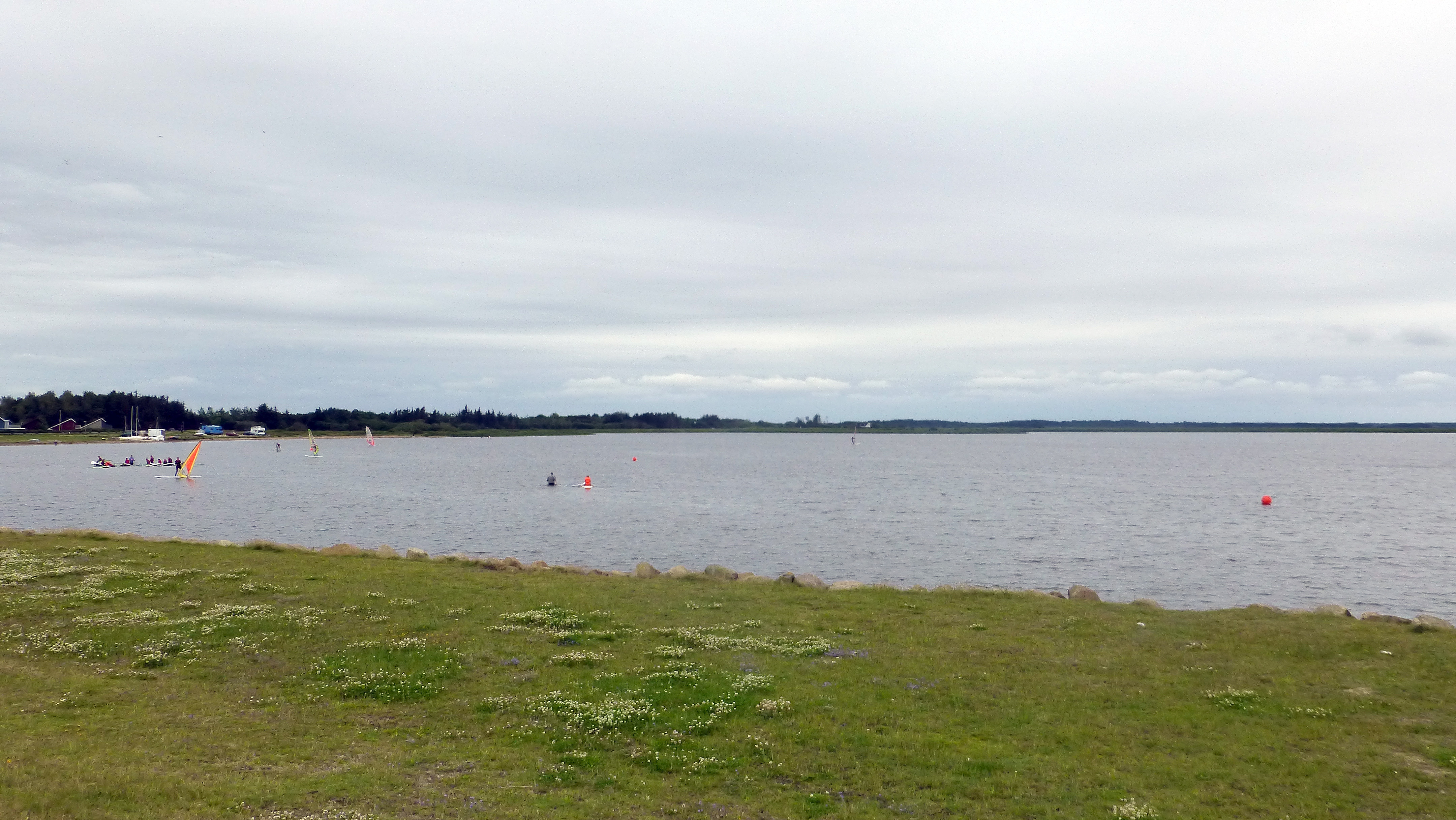
Ringkøbing Fjord vid Bork Havn.

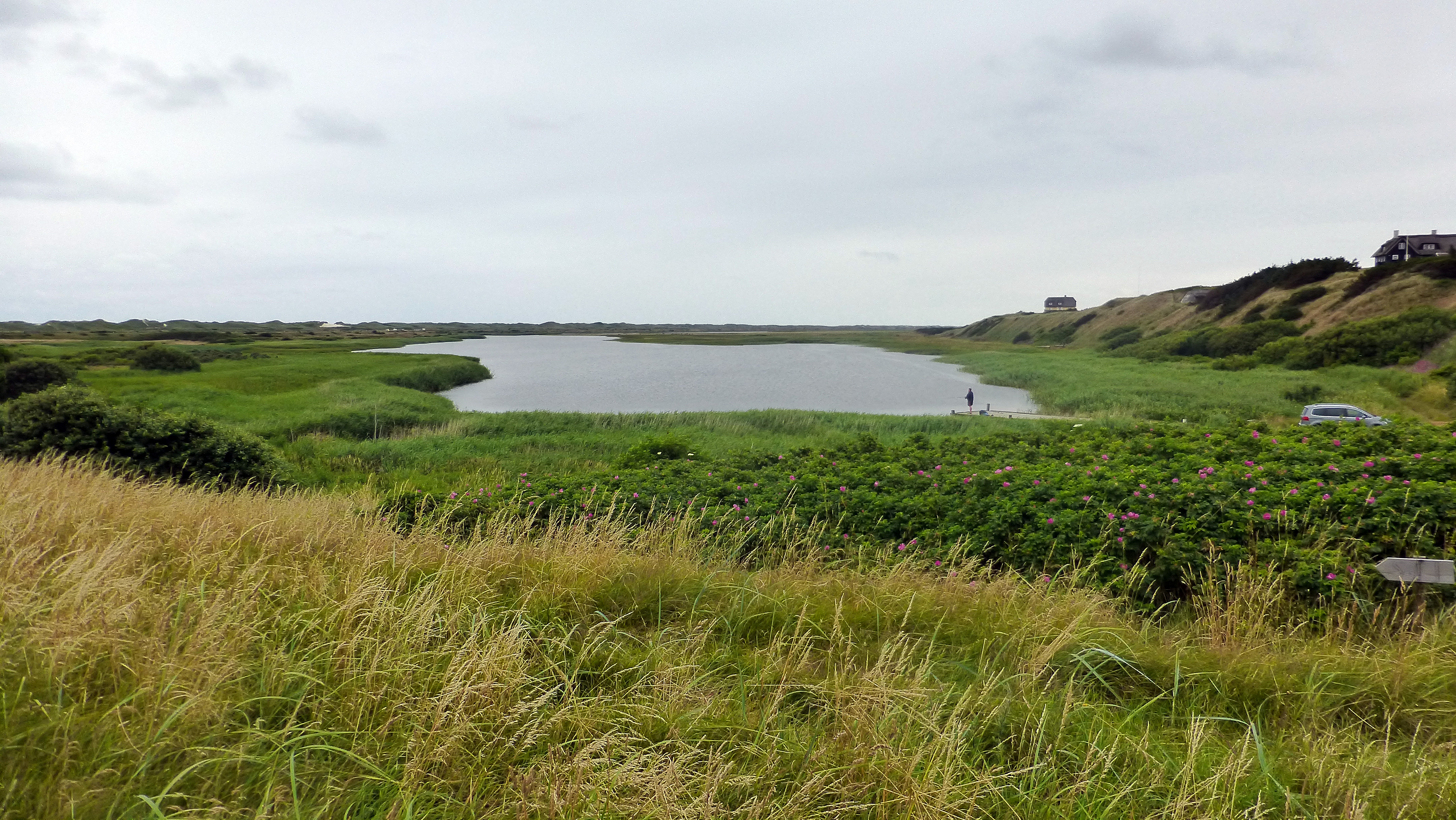
Tidigare fanns det ett andra utlopp från fjorden vid Nymindegab.

Ringkøbing Fjord är en lagun i Danmark. Det ligger i Region Mittjylland, i den västra delen av landet, 270 km väster om huvudstaden Köpenhamn. Arean är 300 kvadratkilometer. Innanhavet är omkring 30 km lång i nord-sydlig riktning och endast 2-5 meter djup. Den skyddas från Nordsjön i väster av en 40 kilometer lång sanddyn kallad Holmsland Klit. På mitten av denna landtunga ligger byn Hvide Sande och Hvide Sande Kanal. Den senare utgör den enda förbindelse som idag finns mellan Ringkøbing Fjord och havet. Tidigare var innanhavet en havsbukt med flera öppningar mot havet, vilka ändrade lokalisering beroende på rörelser i sanddynerna. Så sent som på 1900-talets första hälft fanns det en öppning mot havet i söder vid Nymindegab. I innanhavets sydöstra del mynnar Skjern Å och vid dess norra strand ligger Ringkøbing, huvudort i Ringkøbing-Skjerns kommun. I söder ligger halvön och fågelreservatet Tipperne.